# Almonia
Almonia és un gènere d'arnes de la família Crambidae.

## Taxonomia
- Almonia atratalis Rothschild, 1915
- Almonia truncatalis Walker, [1866]

## Espècies antigues
- Almonia cristata (Hampson, 1891)
- Almonia lobipennis (Moore, 1886)